# AirPods
AirPods – linia bezprzewodowych słuchawek dousznych (oraz jednego modelu nausznego) opartych na technologii Bluetooth zaprojektowanych i wydawanych przez firmę Apple. Pierwszy model tejże serii został zaprezentowany 7 września 2016 roku wraz z iPhonem 7. W ciągu dwóch lat od daty premiery pierwszego modelu, słuchawki te stały się najpopularniejszym akcesorium przedsiębiorstwa Apple. AirPods to podstawowe słuchawki bezprzewodowe firmy Apple, sprzedawane są razem z AirPods Pro i AirPods Max.
Oprócz funkcji odtwarzania dźwięku, słuchawki AirPods zawierają mikrofon odfiltrowujący szumy tła, a także wbudowane akcelerometry i czujniki optyczne wykrywające stuknięcia i uszczypnięcia (np. dwukrotne dotknięcie lub zsunięcie w celu wstrzymania dźwięku) oraz umiejscowienie w uchu, które umożliwia automatyczne wstrzymywanie odtwarzania dźwięku w przypadku ich wyjęcia.
20 marca 2019 roku firma Apple wydała słuchawki AirPods drugiej generacji, które zostały wyposażone w procesor chip H1, a także dodatkowo w inteligentnego asystenta głosowego Siri. W ofercie dodano także opcjonalne etui do ładowania bezprzewodowego, które było dodatkowo płatne.

## Modele

### 1 generacja

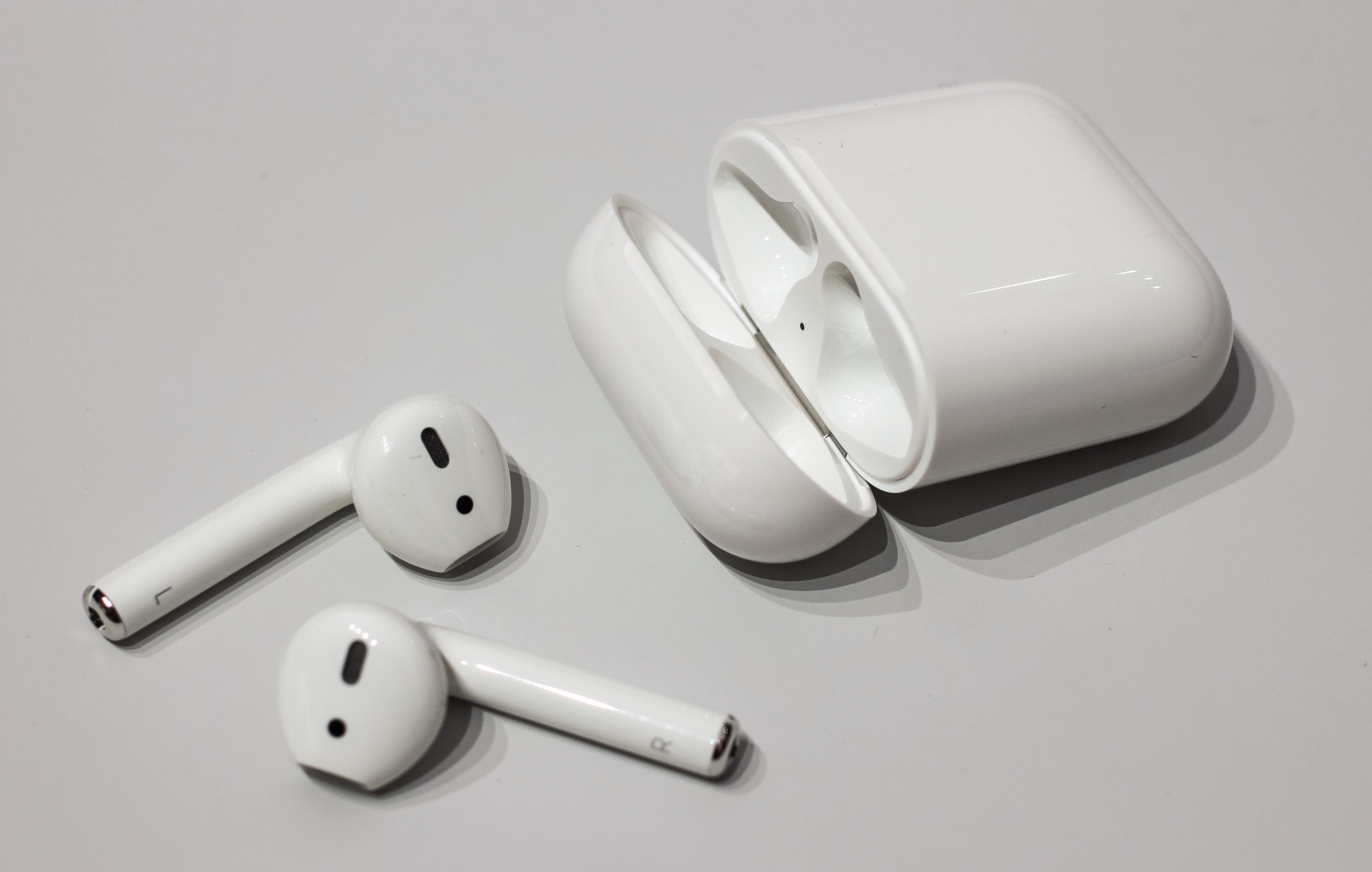
Pierwsza generacja słuchawek AirPods

Firma Apple ogłosiła pierwszą generację słuchawek AirPods 7 września 2016 roku podczas specjalnego wydarzenia Apple połączonego z premierą iPhona 7 i Apple Watch Series 2. Pierwotnie firma planowała wypuszczenie do sprzedaży słuchawek AirPods pod koniec października, lecz data premiery się opóźniła. Ostatecznie 13 grudnia 2016 roku przedsiębiorstwo rozpoczęło przyjmowanie zamówień online na słuchawki AirPods. Były one dostępne w sklepach Apple Store, oraz u autoryzowanych sprzedawców Apple i u wybranych operatorów od 20 grudnia 2016 roku.
Słuchawki AirPods pierwszej generacji zawierają opatentowany procesor Apple W1 SoC, pomagający zoptymalizować wykorzystanie baterii, a także wysposażone zostały Bluetooth 4.2 i funkcję połączeń głosowych. Wewnątrz każdej słuchawki znajdują się dwa mikrofony, jeden skierowany na zewnątrz na poziomie uszu, a drugi na dole wspornika. Każda słuchawka waży około 0,14 uncji (4,0 g), a jego etui ładujące waży 1,34 uncji (38 g). Słuchawki AirPods są w stanie wytrzymać około pięciu godzin na jednym ładowaniu. Produkcja słuchawek AirPods pierwszej generacji została przerwana 20 marca 2019 roku, kiedy to wypuszczczono do sprzedaży drugą generację.

### 2 generacja
Przedsiębiorstwo Apple zaprezentowało drugą generację słuchawek AirPods 20 marca 2019 roku. Mają tę samą konstrukcję co pierwsza generacja, lecz zostały wyposażone w dodatkowe funkcje. Zawierają one procesor H1, obsługujący asystenta głosowego Siri oraz łączność Bluetooth 5.
Słuchawki AirPods drugiej generacji były dostępne do kupna wraz z tym samym etui ładującym co pierwsza generacja. Bezprzewodowe etui ładujące można było kupić osobno i było ono kompatybilne ze słuchawkami AirPods pierwszej generacji.

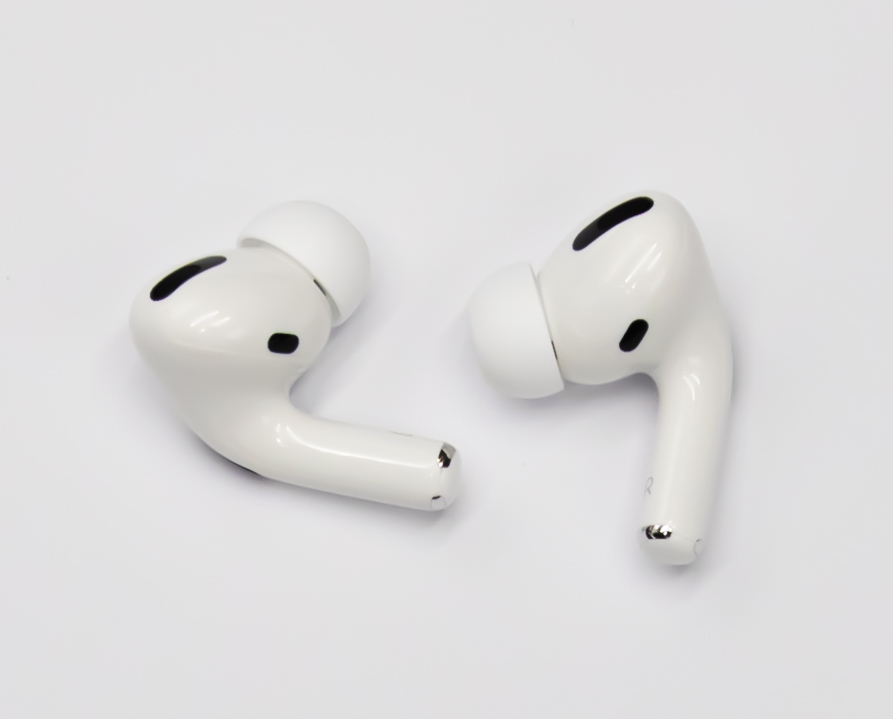
Słuchawki AirPods Pro

### AirPods Pro
Przedsiębiorstwo Apple zaprezentowało słuchawki AirPods w wersji Pro 30 października 2019 roku. Ich ładowanie przebiega także za pośrednictwem bezprzewodowego etui. Jedna słuchawka AirPods Pro waży 5,4 g.

### AirPods Max

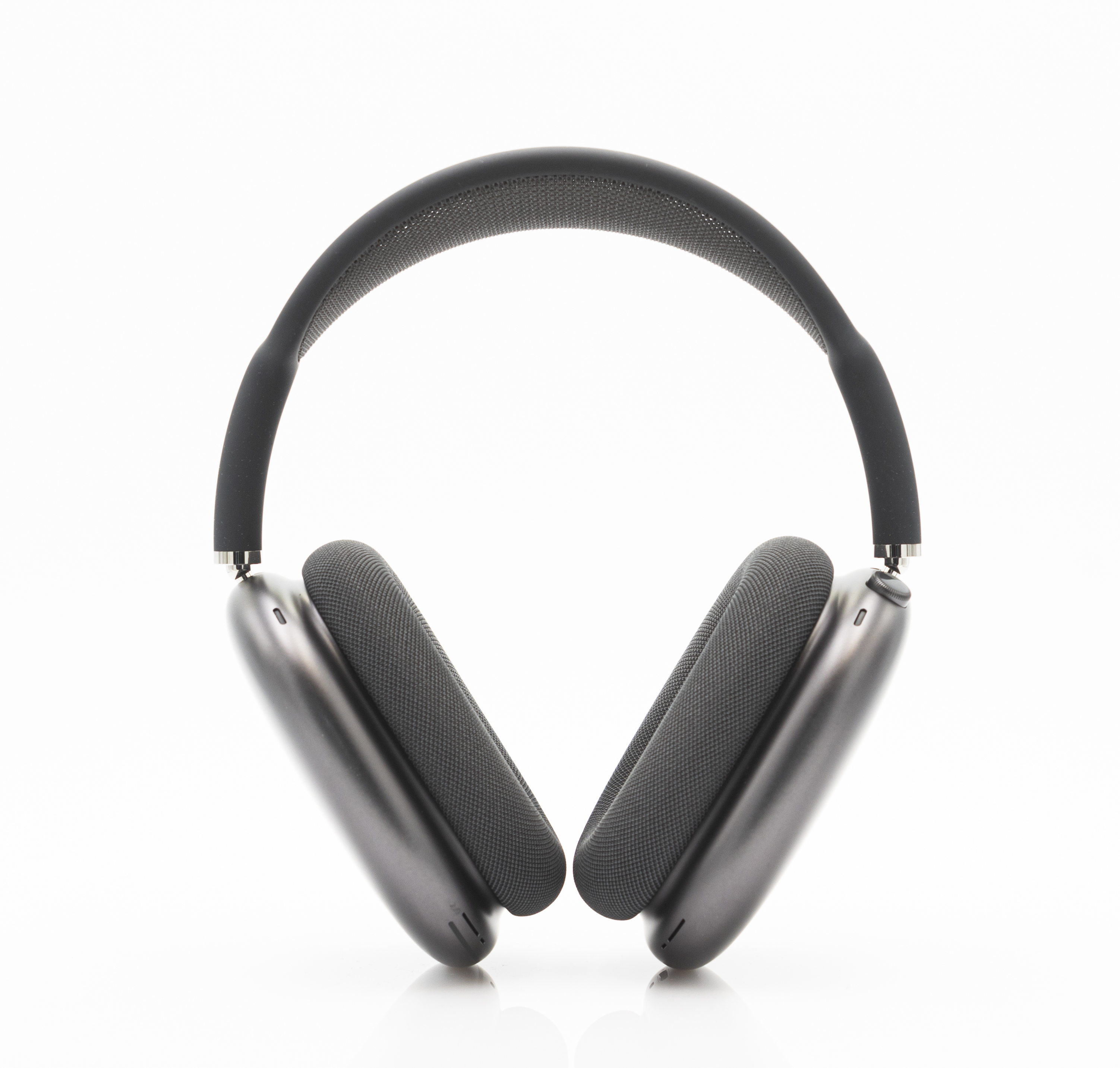
Słuchawki AirPods Max

Firma Apple zaprezentowała słuchawki AirPods w wersji Max 15 grudnia 2020 roku. Są to słuchawki nauszne oparte na technologii Bluetooth. Ich ładowanie przebiega także za pośrednictwem etui ładującego. Słuchawki te ważą 384,8 g.

### 3 generacja
Firma Apple ogłosiła przemierę trzeciej generacji słuchawek AirPods na 18 października 2021 roku. Charakteryzują się one przeprojektowaną zewnętrzną konstrukcją, podobną do tej zastosowanej w AirPods Pro. Obejmują one obsługę dźwięku przestrzennego, a także Dolby Atmos, wodoodporność oraz etui obsługujące ładowanie MagSafe. Przedsiębiorstwo Apple twierdzi, że w trzeciej generacji słuchawek bateria ma zwiększoną żywotność – słuchawki wytrzymują sześć godzin na jednym ładowaniu, a etui ładujące zapewnia do 30 godzin pracy. Przedsprzedaż słuchawek AirPods trzeciej generacji rozpoczęła się 18 października 2021 roku, a oficjalnie do sklepów zostały wydane 26 października 2021 roku.

## Specyfikacje

### Kompatybilność
Wszystkie słuchawki AirPods są kompatybilne z każdym urządzeniem obsługującym technologię Bluetooth 4.0 lub nowszą, w tym z urządzeniami z systemem Android i Windows, lecz niektóre funkcje są dostępne tylko na urządzeniach Apple korzystających z usługi iCloud.
Słuchawki AirPods pierwszej generacji są w pełni kompatybilne z modelami iPhone'a, iPada i iPoda z systemem iOS 10 lub nowszym, modelami Apple Watch z systemem watchOS 3 lub nowszym oraz modelami komputerów MacOS z systemem macOS Sierra lub nowszym. Słuchawki AirPods drugiej generacji są w pełni kompatybilne z urządzeniami z systemem iOS 12.2 lub nowszym, macOS Mojave 10.14.4 lub nowszym oraz watchOS 5.2 lub nowszym, natomiast słuchawki AirPods trzeciej generacji są kompatybilne z urządzeniami z systemem iOS 15.1 lub nowszym, iPadOS 15.1 lub nowszym, macOS Monterey 12.0 lub nowszym oraz watchOS 8.1 lub nowszym.

## Sprzedaż
W 2017 roku firma Apple sprzedało od 14 do 16 mln słuchawek AirPods. W 2018 roku słuchawki AirPods stały się najpopularniejszymi akcesoriami Apple – sprzedano ponad 35 mln sztuk. W roku 2019 sprzedano 60 milionów sztuk. Analitycy szacują, że słuchawki AirPods stanowią 60% światowego rynku słuchawek bezprzewodowych. W 2021 roku przedsiębiorstwo Apple sprzedało około 120 milionów sztuk słuchawek AirPods wszystkich generacji.